# 貝格科格爾山
47°44′37″N 16°17′57″E / 47.74361°N 16.29917°E
貝格科格爾山（德語：Bergkogel），是奧地利的山峰，位於該國東部，由布爾根蘭州負責管轄，屬於羅薩利亞山的一部分，距離鮑爾恩邁斯山0.7公里，海拔高度621米。